# Józef Boski
Józef Boski herbu Jasieńczyk – chorąży bełski.
Jako poseł ziemi czerskiej na sejm elekcyjny był elektorem Stanisława Augusta Poniatowskiego w 1764 roku z ziemi czerskiej.